# فرنسيس ميلارد
فرنسيس ميلارد (بالإنجليزية: Francis Millard)‏ هو مصارع هاوي أمريكي، ولد في 31 مايو 1914 في نورث آدمز في الولايات المتحدة، وتوفي بنفس المكان في 19 أكتوبر 1958.

## وصلات خارجية
- فرنسيس ميلارد على موقع أوليمبيديا (الإنجليزية)